# Sœurs réparatrices de la Sainte Face
Ne doit pas être confondu avec Sœurs réparatrices de la Sainte Face de Notre Seigneur Jésus Christ.
Les Sœurs réparatrices de la Sainte Face (en latin : Congregatio Sororum Expiatricum Sacratissimi Vultus) est une congrégation religieuse enseignante et hospitalière de droit pontifical. 

## Histoire
La congrégation est fondée le 21 novembre 1888 à Zakroczym par le capucin Honorat de Biala (1829-1916) avec l'aide d'Élise Cejzik dans le but de propager la dévotion à la Sainte Face.
L'institut est approuvé le 23 octobre 1936 par Aleksander Kakowski, cardinal archevêque de Varsovie. Il est agrégé aux Frères mineurs capucins en 1958 et obtient le décret de louange le 1er novembre 1979.

## Activités et diffusion
Au but initial de la propagation de la dévotion à la Sainte Face, les sœurs ajoutent bientôt l'enseignement et le soin des malades.
Elles sont présentes en Pologne.
La maison-mère est à Varsovie.
En 2017, la congrégation comptait 124 sœurs dans 16 maisons.